# گرترود نای دوری
گرترود الیزابت نای دوری (به انگلیسی: Gertrude Elizabeth Nye Dorry) (۱۹۰۸ - ۲۰۰۴) زبان‌شناس ایرانی-آمریکایی بود.
او برای نگارش کتاب روش تدریس انگلیسی در سال ۱۳۳۸ برندهٔ جایزه سلطنتی کتاب سال شد.